# Achille Ozanne
Ne doit pas être confondu avec Robert Ozanne.
Achille Ozanne est un chef cuisinier poète, ses poèmes spirituels sont abondement cités dans la presse des XIXe et début XXe et reproduits jusqu'à nos jours. A la différence des poètes culinaires occasionnels ; Ozanne consacre sa plume exclusivement à la cuisine, à la gastronomie et aux repas.

## Biographie
Achille Ozanne est né le 29 septembre 1846 à La Chapelle-la-Reine, il était le neveu de M. Potel (fondateur de Potel et Chabot), à 25 ans il devient cuisinier des rois Christian IX et Georges Ier de Grèce avant d'ouvrir une boulangerie-pâtisserie rue de la Chaussée d'Antin. Bibliophile, il a une connaissance de la littérature gastronomique avec une préférence pour les poètes Berchoux (1770-1838) et Moncelet (1825-1888). Il publie régulièrement des poésies culinaires dans l'Art culinaire. Son œuvre poétique est presque entièrement regroupée après sa mort par les membres de l'Académie de cuisine dans Poésies gourmandes : recettes culinaires en vers... parue en 1900. Des poèmes sont publiés dans Le Journal des pâtissiers-cuisiniers, biscuitiers (1897 - La Galette des rois), le menu rimé du Concours culinaire de 1889 dans Le Petit Moniteur universel n'est pas repris dans Poésies gourmandes, tout comme le Hareng saur («Ce pauvre malheureux qu’on traite de gendarme») paru dans La République française - dont il est un contributeur régulier et où il tient la rubrique Variétés gastronomiques  - du 24 mars 1895.
Il enseigne à l'Ecole de Cuisine. Philéas Gilbert fut son élève et ami. Il meurt le 10 août 1896 à Fontainebleau où il habitait depuis 1894. Pierre Lacam en 1900, lui dédie un gâteaux aux abricots qui porte son nom et un prix Achille Ozanne a été créé pour les lauréats des expositions culinaires.

## Œuvre poétique
Ce professionnel met en rimes des recettes de cuisine: le pot au feu, le homard à l'Américaine, les épinards à la crème, tartelettes aux cerises, les crêpes : 

« Le beurre en la poêle pétille, 
La crêpe s'étale aisément 
Ronde comme l'astre qui brille 
Le soir au fond du firmament.
Lorsque dans sa pâleur d'aurore,
Devant l'âtre au reflet vermeil,
Des deux côtés on la colore,
Elle prend les tons du soleil »

Le Figaro du 21 décembre 1889 le décrit comme le créateur spirituel d'un genre bien particulier, la recette en vers, il compose des menus en poèmes (le bon réveillon), met en vers le milieu professionnel (les Halles, Ecole professionnelle), il écrit pour ses amis (dont Auguste Escoffier). La France du 13 août 1896 dit qu'il « a été l’une des figures les plus curieuses du journalisme contemporain ». Sa mayonnaise est classique, sans moutarde, imitée dit-il de Sully Prudhomme.

« La Sauce Mayonnaise.
Dans votre bol en porcelaine
Un jaune d'œuf étant placé :
Sel, poivre, puis vinaigre à peine
Et le travail est commencé !
L'huile se verse goutte à goutte,
Et votre sauce prend du corps
Epaississant sans qu'on s'en doute,
En flots luisants jusques aux bords !
Quand vous jugez que l'abondance
Peut suffire à votre repas
Au frais mettez-là par prudence...
... Jusqu'au moment n'y touchez pas ! »

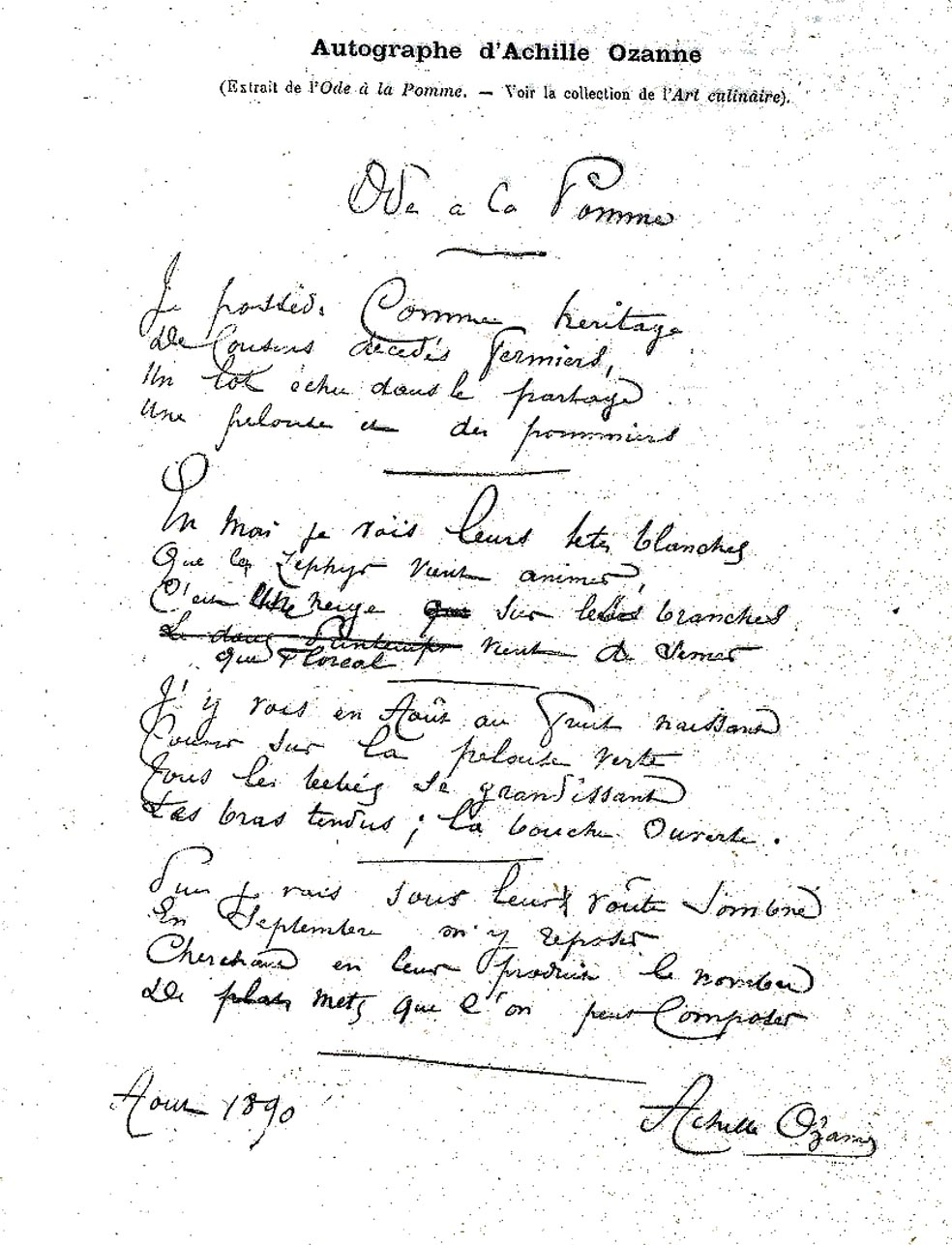
Manuscrit de lOde à la pomme (Je possède comme héritage / De cousins décédés fermiers, / Un lot échu dans le partage, / Une pelouse et des pommiers...) 1890.

Chatillon-Plessis (1894) écrit : « Les poèmes gourmands d'Achille Ozanne sont comme les cerises du panier de Mme de Sévigné, dont elle ne voulait d'abord manger que les plus belles et qu'elle finissait par manger toutes ». Ozanne eut des émules : Paul Harel (1894-1915, hôtelier à Échauffour, auteur de l'Herbager, joué à l'Odéon en 1891), L. Barbeillon, pâtissier français à Londres auteur d'un douteux Veau en cocotte (Ses larmes goutte à goutte expirant lentement/ Le font téter encor dans son mijotement :/ Mortels, entendez-vous ? c' est un veau qui sanglote/ Et geint en jus mineur, du fond de sa cocotte !).
Parmi les contemporains on peut citer :
- Frédéric Albouy. La Poésie dans la cuisine: Poèmes culinaires. Amazon Digital Services LLC - Kdp, 2016. 170 p.
- Marie-Paule Charles. Cuisine en poésie : un recueil de recettes qui mêle la rime et le goût. Paris, Ed. Vérone. 2020. 64 p.[16]

## Publications
- Achille Ozanne est cité de 1866 à 1950 dans 2 133 fascicules représentant 187 titres de presse[17].

- Poésies gourmandes : recettes culinaires en vers... Paris. M. Lacam. 139 p. 1900[18]. Réed. Hachette Livre - BNF, 2012, Ligaran, 2015, Forgotten Books, U.K. 2018

- Urbain Dubois. La Cuisine d'aujourd'hui : école des jeunes cuisiniers  -  A Urbain Dubois, poème par Achille Ozanne. Paris, Éditions Joinville. 1948[20].
- Achille Ozanne. Chroniques dans Le Constitutionnel. L'apéritif (1894).Variétés gastronomiques dans La République française. La Chasse[21], Le gibier à plume[22], ouverture de la pêche[23], Jambons et Chasselas[24], La Pomme de terre[25], Pâques en Attique[26] (1895),Théorie des sauces (1896)[27]

C’est l'ouverture de la chasse,
Le gibier s’enfuit tout tremblant
Craignant le plomb qui dans l’espace
Passe en sifflant!
La Chasse (1895)